# Condemios de Arriba
Condemios de Arriba – gmina w Hiszpanii, w prowincji Guadalajara, w Kastylii-La Mancha, o powierzchni 43,11 km². W 2011 roku gmina liczyła 146 mieszkańców.